# گما فریسیوس (دهانه)
گما فریسیوس یک دهانه برخوردی در ماه‌ است.